# Kemal Monteno

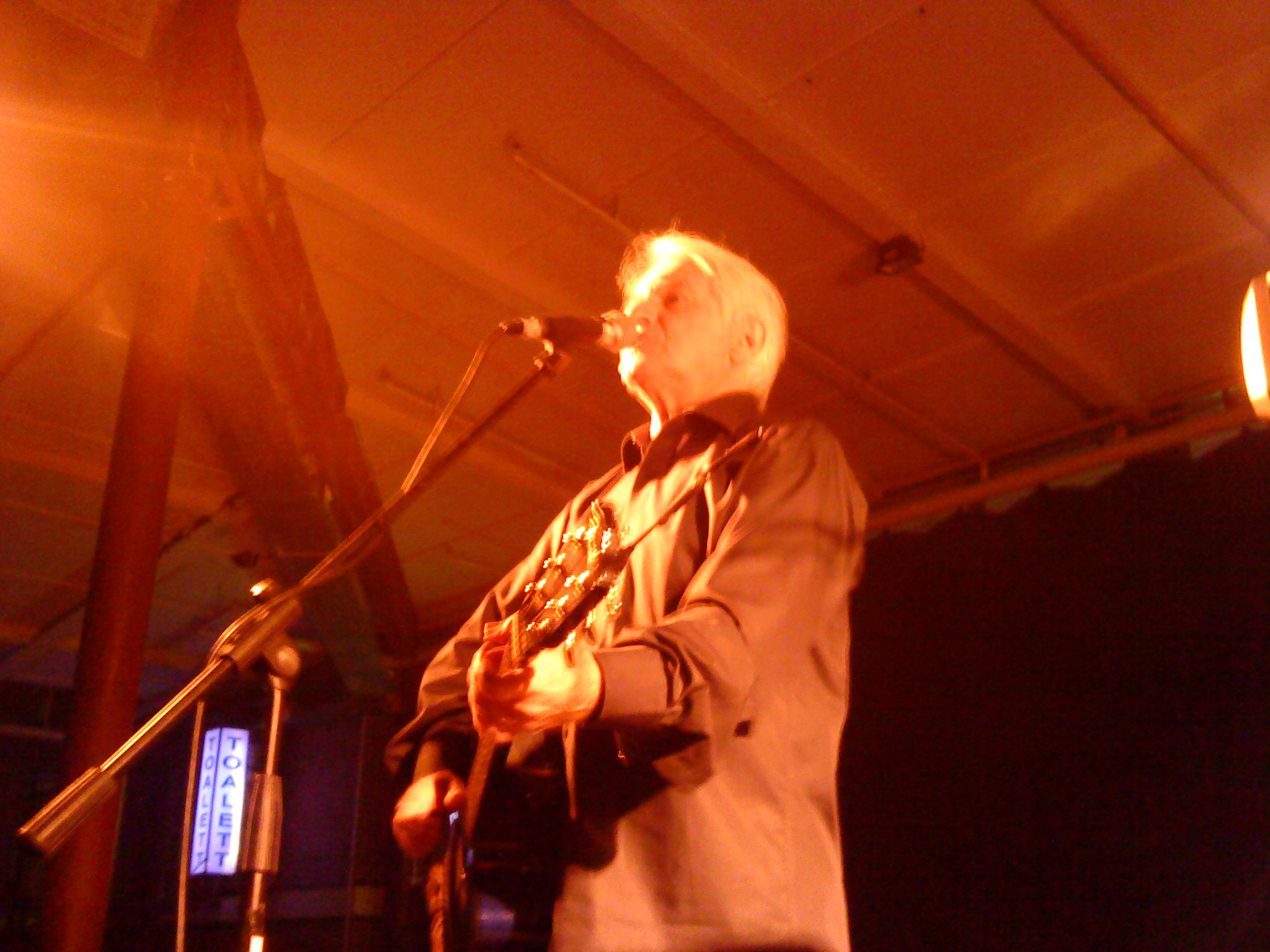
Kemal Monteno, Malmö, 2010

Kemal Monteno (né le 17 septembre 1948 à Sarajevo et mort le 21 janvier 2015 à Zagreb) est un auteur-compositeur-interprète et un acteur bosnien.

## Biographie
Fils d'un Italien et d'une Bosniaque, il enregistre sa première chanson, Lidija, en 1967 et devient l'un des chanteurs les plus connus de Yougoslavie. S'accompagnant à la guitare, il affectionne les genres folk, pop et sevdalinka. Sa chanson la plus célèbre est Sarajevo ljubavi moja (Sarajevo mon amour), qui célèbre sa ville natale.

### Acteur
Il a joué dans quelques séries télévisées, ainsi que dans la comédie musicale Pjevam danju, pjevam nocu (1981).

### Mort
Souffrant de diabète depuis les années 1990, il meurt des suites d'une greffe de rein, réalisée le 16 novembre 2014, et d'une pneumonie.

## Discographie

### Albums
- Muziko, ljubavi moja (1973)
- Žene, žene (1975)
- Moje pjesme, moji snovi (1977)
- Za svoju dušu (1980)
- Dolly Bell (1981)
- Uvijek ti se vraćam (1984)
- Moje najdraže pjesme (1985)
- Romantična ploča (1986)
- Kako da te zaboravim (1987)
- Dunje i kolači (2004)
- Samo malo ljubavi (2009)
- Šta je život (2013)